# Talk Is Cheap

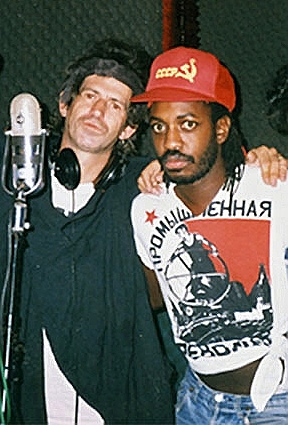

Talk Is Cheap è il primo album in studio da solista del musicista inglese Keith Richards, noto come membro dei The Rolling Stones. Il disco è uscito nel 1988.

## Tracce
Lato A
Testi e musiche di Keith Richards e Steve Jordan.
1. Big Enough – 3:17
2. Take It So Hard – 3:11
3. Struggle – 4:10
4. I Could Have Stood You Up – 3:12
5. Make No Mistake – 4:53
6. You Don't Move Me – 4:48

Durata totale: 23:31
Lato B
Testi e musiche di Keith Richards e Steve Jordan.
1. How I Wish – 3:32
2. Rockawhile – 4:38
3. Whip It Up – 4:01
4. Locked Away – 5:48
5. It Means a Lot – 5:22

Durata totale: 23:21

## Formazione
Musicisti principali
- Keith Richards – voce, chitarra
- Sarah Dash – cori, duetto in Make No Mistake
- Charley Drayton – basso
- Steve Jordan – batteria, percussioni, cori
- Ivan Neville – piano, tastiere
- Patti Scialfa – cori
- Waddy Wachtel – chitarra acustica, chitarra elettrica, slide guitar

Altri musicisti
- Bootsy Collins – basso in Big Enough
- Michael Doucet – violino in Locked Away
- Stanley "Buckwheat" Dural – fisarmonica in You Don't Move Me, Rockawhile e Locked Away
- Johnnie Johnson – piano in I Could Have Stood You Up
- Bobby Keys – sassofono tenore in I Could Have Stood You Up e Whip It Up
- Chuck Leavell – organo in I Could Have Stood You Up
- Maceo Parker – sassofono alto in Big Enough
- Joey Spampinato – basso in I Could Have Stood You Up e Rockawhile
- Mick Taylor – chitarra in I Could Have Stood You Up
- Bernie Worrell – organo in Big Enough e You Don't Move Me, clavinet in Make No Mistake e Rockawhile
- Jimmi Kinnard – basso in Make No Mistake
- The Memphis Horns – corni
- Willie Mitchell – arrangiamenti corni